# Юрьева ночь (космонавтика)

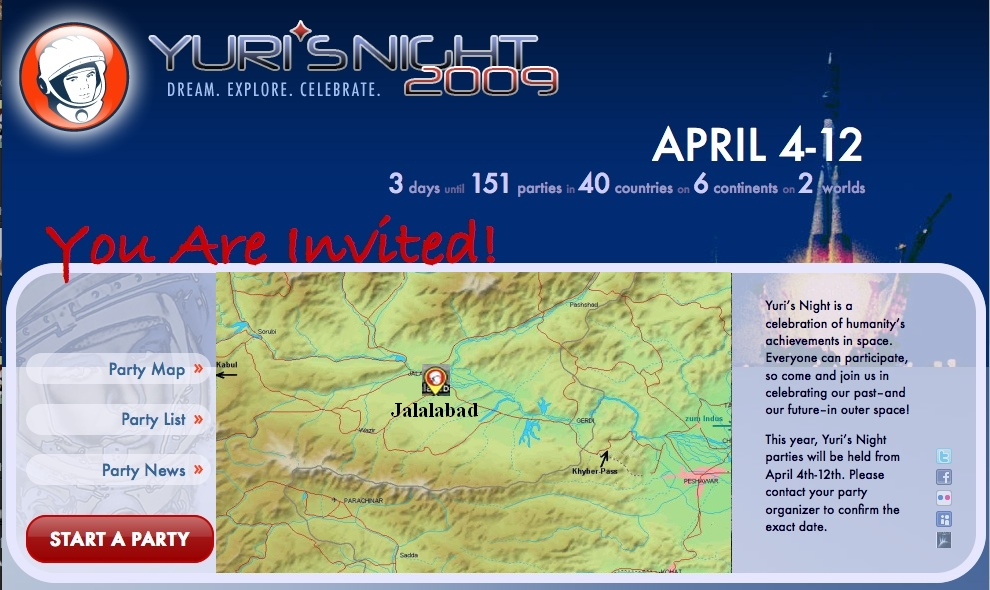
К 2009 году «Юрьеву ночь» отмечали во всем мире, включая Афганистан.

Юрьева ночь, или Ночь Юрия (англ. Yuri's Night), — международный праздник, который проводится 12 апреля каждого года в знак памяти о первом полете человека в космос.

## Описание
Праздник получил название от имени Юрия Алексеевича Гагарина, который первым в истории человечества побывал в космосе, совершив полет на космическом корабле «Восток» 12 апреля 1961 года. Цель «Юрьевой ночи» заключается в  том, чтобы повысить публичный интерес к исследованию космоса, вдохновляя новые поколения на дальнейшее изучение космического пространства.
«Юрьева ночь» была создана Лореттой Гидальго, Джорджем Т. Уайтсайдсом (англ. George T. Whitesides) и Тришем Гарнером. Первая Юрьева ночь праздновалась 12 апреля 2001 года по случаю 40-й годовщины полета человека в космос.

### История
В 2004 году празднование состоялось в 34 странах с проведением 75 мероприятий. Юрьеву ночь отмечали в Лос-Анджелесе, Стокгольме, Антарктике, Сан-Франциско, Тель-Авиве, Токио и на Международной космической станции. Празднование в Лос-Анджелесе посетили более 100 известных личностей, включая Рэя Брэдбери, космического туриста Денниса Тито, основателя X-Prize Питера Диамандиса, Лэнса Басса из ’N Sync и Нишель Никольс — актрису телесериала «Звёздный путь».
В 2007 году праздник прошёл и в NASA Ames Research Center в Сан-Франциско. В ангаре для космических кораблей проходили художественные инсталляции и демонстрации новейших технологий.
12 апреля 2011 года праздновалась 50-я годовщина полета Гагарина. Экипажем 27-й экспедиции на борту Международной космической станции было отправлено специальное видеосообщение на Землю с пожеланиями счастливой «Юрьевой ночи» по случаю 50-й годовщины полета Гагарина. Экипаж, в том числе командир Дмитрий Кондратьев, бортинженеры Андрей Борисенко, Кэтрин Колман, Александр Самокутяев, Паоло Несполи и Рон Гаран, записал приветствие на русском, английском и итальянском языках, надев чёрные футболки с логотипом «Юрьевой ночи».
В 2022 году в связи с российским вторжением против Украины Юрьеву ночь переименовали в «праздник космоса: узнайте, что будет дальше» (A Celebration of Space: Discover What's Next).

## Галерея

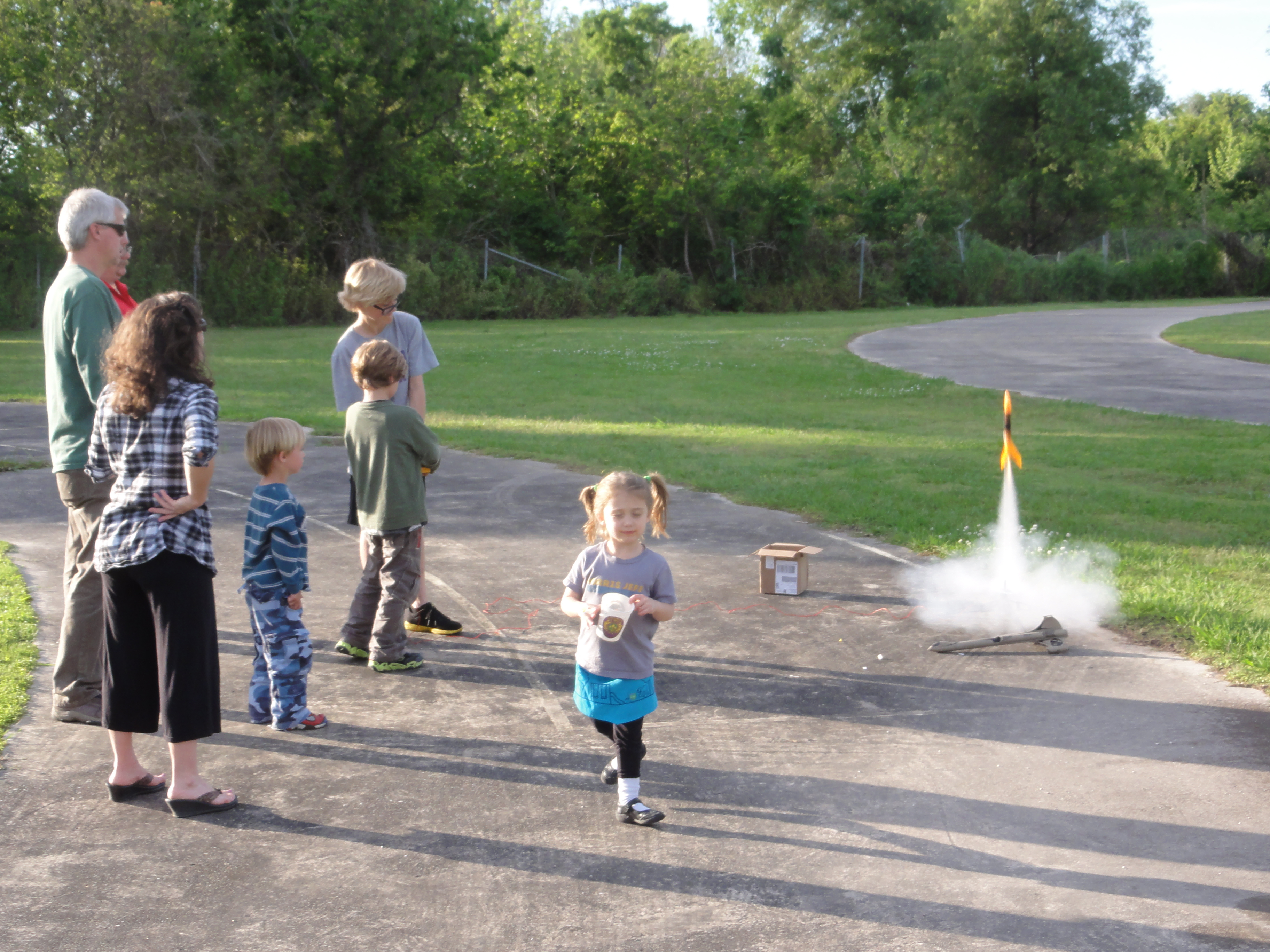
Запуск модели ракеты. Новый Орлеан, США, 2013 год
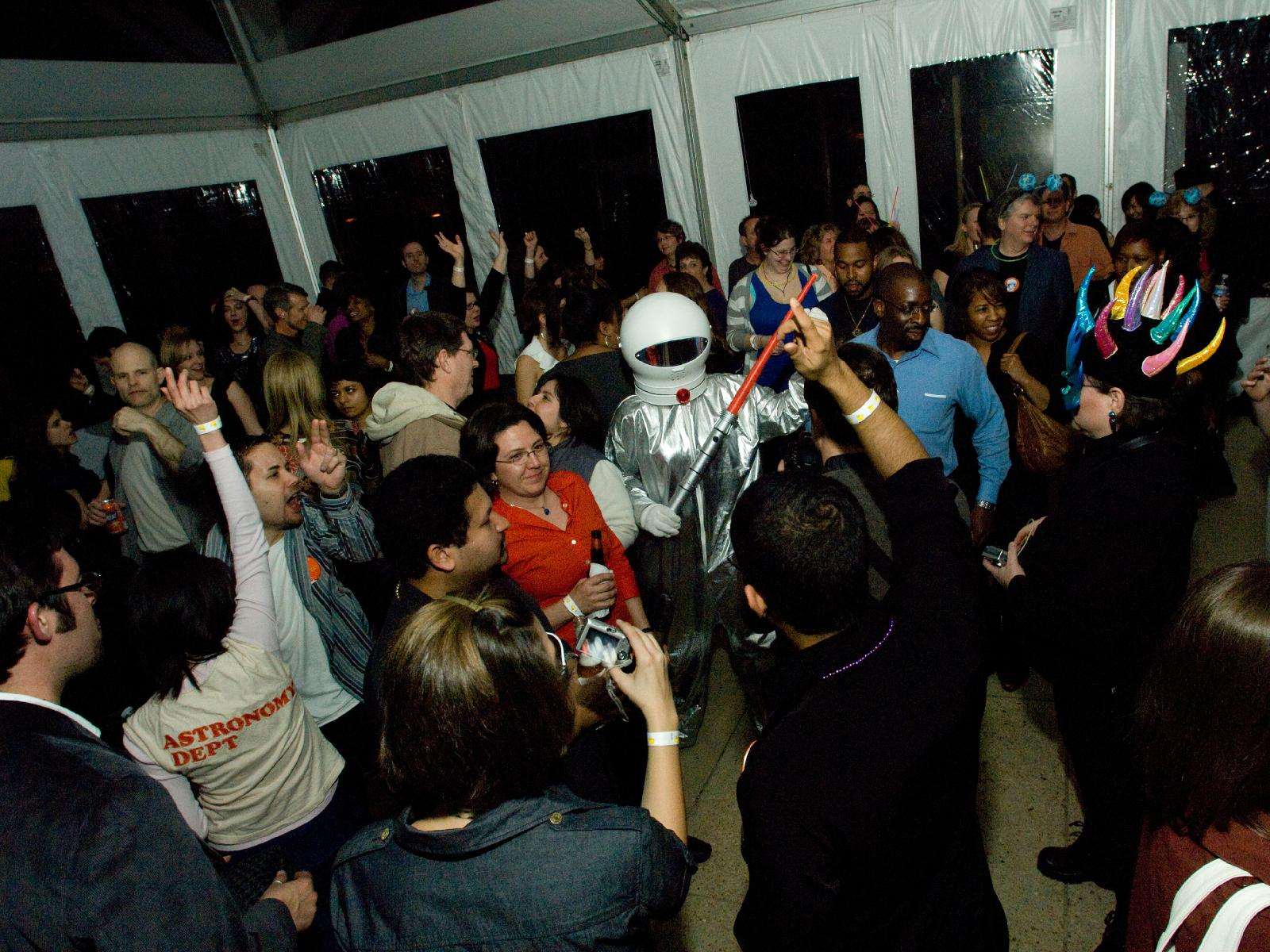
Центр космических полётов Годдарда, США, 2011 год
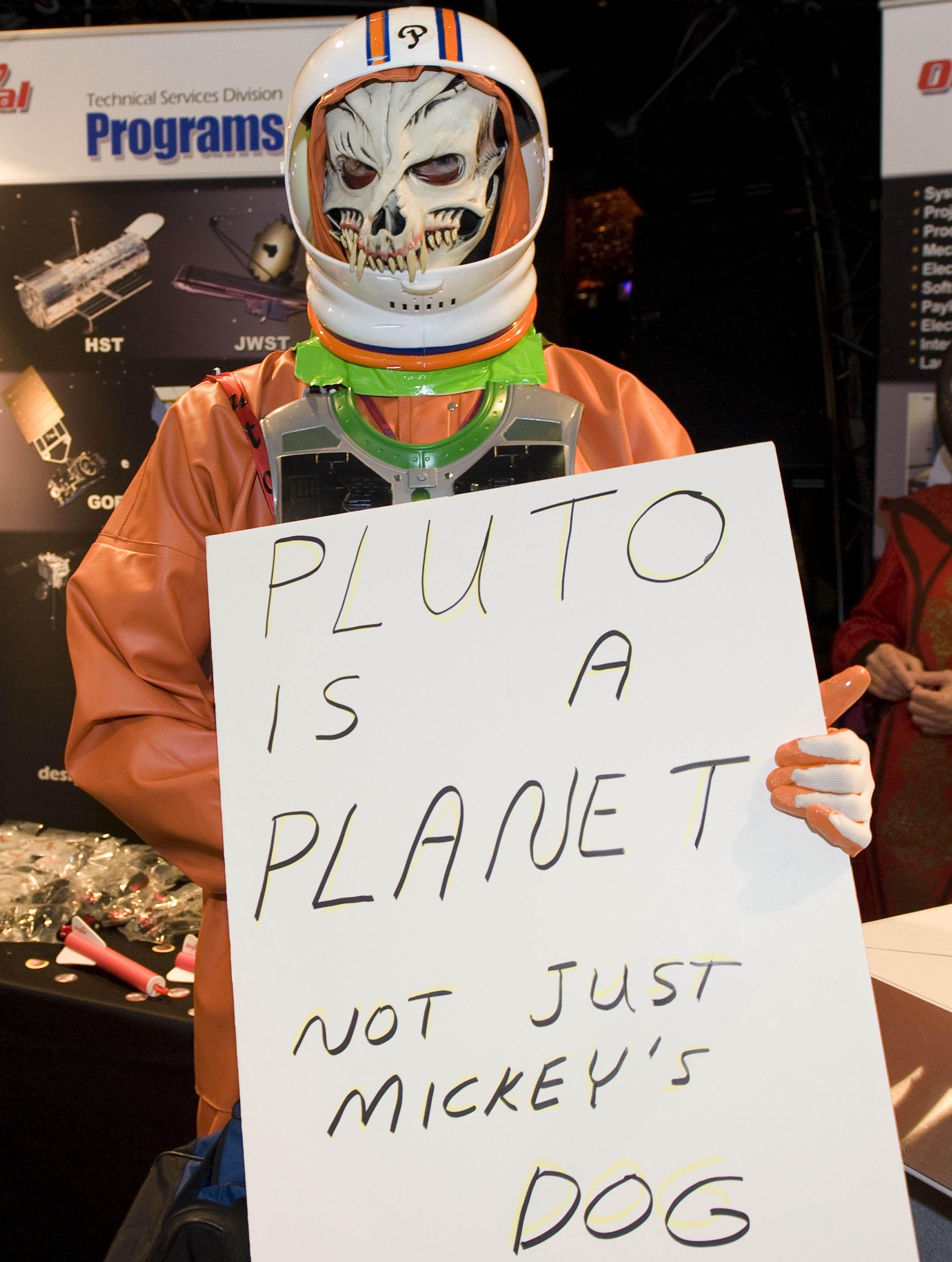
Центр космических полётов Годдарда, США, 2010 год